# Makran (navio)
O Makran (em persa: مکران) é o primeiro e único navio-base e porta-helicóptero da Marinha da República Islâmica do Irã, seu nome remete à uma região costeira no sudeste do Irã.
Um ex-navio-tanque de petróleo bruto convertido em um navio de guerra, foi originalmente construído no Japão pela Sumitomo Heavy Industries e concluído em 2010, anteriormente denominado Beta e Al Buhaira.

## Características originais
O Al Buhaira era um petroleiro da classe Aframax, registrado no porto de Monróvia, capaz de transportar cerca de 80,000 – 100,000  toneladas de petróleo. Seu comprimento total é de 229,6 metros com uma boca de 42 metros.

### Conversão
Imagens de satélite mostram que a conversão ocorreu no estaleiro ISOICO em Bandar Abbas, onde foi "reconstruído com galpões semelhantes a hangares no convés" e pintado de azul acinzentado para ser posteriormente lançado em novembro de 2020, antes de realizar testes em mar entre 9 e 14 de dezembro de 2020. O navio está equipado com equipamentos de coleta e processamento de informações.
Em 12 de janeiro de 2021, ele foi oficialmente comissionado na marinha iraniana. Um dia depois, participou de um exercício de mísseis no Golfo de Omã,  isso incluiu levar comandos para o navio.

## Capacidades operacionais

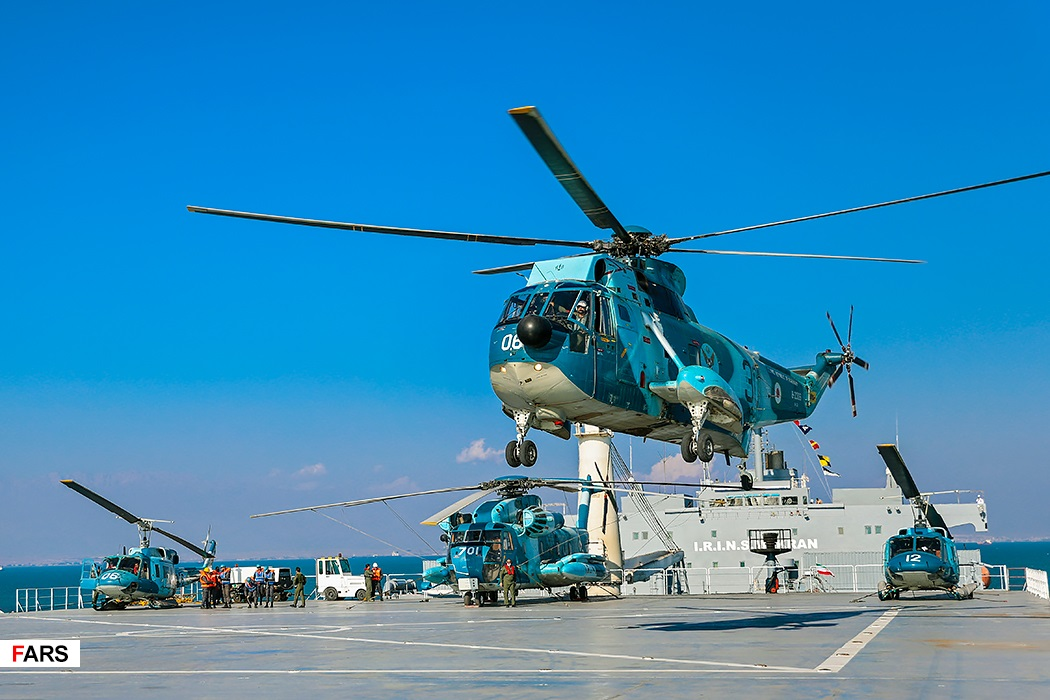
Helicópteros pousando no convés do Makran

O navio atua como uma nave-mãe para operações especiais ou operações assimétricas, sendo usada para lançar lanchas, entregar ou recuperar mergulhadores de combate e comandos, ou uso de minas limpet.
Seu heliponto pode embarcar até sete helicópteros, enquanto também estão disponíveis plataformas para o lançamento de veículos aéreos não tripulados VTOL. O espaço no convés é grande o suficiente para acomodar sistemas de armas, como lançadores de mísseis fixos e móveis ou artilharia de foguetes de grande calibre e sistemas de radares. Embora sistemas de mísseis terra-ar também possam ser instalados, o Makran aparentemente carece de defesa aérea, o que é considerado uma grande desvantagem.